# وزارت امنیت ملی اسرائیل
وزارت امنیت ملی اسرائیل (انگلیسی: Ministry of National Security عبری: המשרד לביטחון לאומי‎، عربی: وزارة الأمن القومی‎)، که قبلاً وزارت امنیت داخلی و وزارت پلیس بود، یک سازمان دولتی اسرائیل است.
وزارت امنیت ملی، سازمان اجرای قانون در سطح ایالت است و بر پلیس اسرائیل، سازمان زندان‌های اسرائیل و خدمات آتش‌نشانی و نجات اسرائیل، پلیس مرزبانی اسرائیل، ستاد ملی حفاظت از کودکان در اینترنت، سازمان ملی ایمنی جامعه و سازمان حفاظت از شاهدان نظارت دارد.
این سمت از مارس ۲۰۲۵ بر عهده ایتامار بن گویر بوده است.